# Sarosa atritorna
Sarosa atritorna là một loài bướm đêm thuộc phân họ Arctiinae, họ Erebidae.